# Acworth (Géorgie)
Pour les articles homonymes, voir Acworth.
Acworth est une municipalité américaine située dans le comté de Cobb en Géorgie. Selon le recensement de 2010, sa population est de 20 425 habitants.

## Géographie
Acworth est située à un peu plus de 50 kilomètres au nord d'Atlanta, au pied des montagnes de la Géorgie du Nord (en).
La municipalité s'étend sur 8,77 milles carrés (22,71 km2), dont 0,53 milles carrés (1,37 km2) d'étendues d'eau. Elle est surnommée « la ville du lac » (en anglais : The Lake City), en référence au lac Acworth.

## Histoire
La région était autrefois habitée par les Cherokees. Le chemin de fer atteint la localité dans les années 1840, qui devient Northcutt Station. Un ingénieur du Western and Atlantic Railroad, Joseph Gregg, lui donne le nom d'Acworth en référence à sa ville natale d'Acworth dans le New Hampshire. Acworth devient une municipalité le 1er décembre 1860.
En novembre 1864, durant la guerre de Sécession, une grande partie de la ville est détruite par un incendie dans le cadre de la campagne d'Atlanta.

## Démographie
La population d'Acworth est estimée à 22 418 habitants au 1er juillet 2016.
Le revenu par habitant était en moyenne de 24 679 dollars par an entre 2012 et 2016, inférieur à la moyenne géorgienne (26 678 dollars) et à la moyenne nationale (29 829 dollars). Sur cette même période, 10,7 % des habitants d'Acworth vivaient sous le seuil de pauvreté (contre 16,0 % dans l'État et 12,7 % à l'échelle des États-Unis).
| 1880 | 1890 | 1900 | 1910  | 1920  | 1930  |
| ---- | ---- | ---- | ----- | ----- | ----- |
| 633  | 815  | 937  | 1 043 | 1 117 | 1 163 |

| 1940  | 1950  | 1960  | 1970  | 1980  | 1990  |
| ----- | ----- | ----- | ----- | ----- | ----- |
| 1 267 | 1 466 | 2 359 | 3 929 | 3 648 | 4 519 |

| 2000   | 2010   | - | - | - | - |
| ------ | ------ | - | - | - | - |
| 13 422 | 20 425 | - | - | - | - |